# 藤原ゆか
藤原 ゆか（ふじわら ゆか、1985年（昭和60年）3月30日 - ）は日本の漫画家。愛知県名古屋市出身。血液型はO型。デビュー作は『ステージ オン ステージ!』（第51回りぼん新人漫画賞準入選受賞・2002年（平成14年）「りぼんオリジナル」12月号掲載）。

## 略歴
17歳で漫画家デビュー。13歳の頃『ONE PIECE』コミックス6巻のイラスト投稿コーナー「ウソップギャラリー海賊団（UGK）」にて大賞を受賞しており、50巻では「UGKからプロが出た!!」として紹介された。『CRASH!』のコミックス第1巻では、帯に『ONE PIECE』の作者尾田栄一郎からのコメントが寄せられていた。
主に少女漫画、近年はジャニーズ事務所公式漫画を執筆。芸能雑誌「Myojo」の撮影ルポ漫画コーナーも担当していた。
2024年に第一子出産。

## 作品リスト

### 漫画作品
- ステージ オン ステージ!（デビュー作、りぼんオリジナル2002年12月号掲載、『バカップル大戦記』・『新人まんが家デビュー作品シリーズほっぷすてっぷデビュー!』2巻収録）
- スウィーツ☆（『りぼん2003年春のびっくり大増刊号』掲載、『バカップル大戦記』収録）
- プロジェクトB'（『りぼんオリジナル』2003年8月号掲載、『バカップル大戦記』収録）
- 天然ダイアリー（『りぼんオリジナル』2003年12月号掲載、『バカップル大戦記』収録）
- バカップル大戦記（『りぼんオリジナル』2004年4月号掲載、『バカップル大戦記』収録）
- アクト!（『りぼんオリジナル』2004年12月号掲載）
- 天をつないで（『りぼん2004年夏休みびっくり大増刊号』掲載）
- 電撃! 乙女イズム（『りぼん』2004年7月号掲載）
- 茜色ショー・タイム（『りぼん2005年春のびっくり大増刊号』掲載）
- スマッシュ1（『りぼん』2005年7月号 - 同年12月号連載）
- ポップン8ビート（『りぼん2006年冬休みチャレンジ!大増刊号』掲載、『ダンシングベイビーかりん』1巻収録）
- ダンシングベイビーかりん（『りぼん』2006年4月号 - 同年10月号連載）
- ボクラノココロ（『りぼん2007年お正月超びっくり大増刊号』掲載、『ダンシングベイビーかりん』2巻収録）
- ハグ!（『りぼん』2007年4月号別冊付録掲載、『ダンシングベイビーかりん』2巻収録）
- CRASH!（『りぼん』2007年5月号 - 2013年8月号連載）
- わがまま姫の約束（『2007年夏休み大増刊号りぼんスペシャル』掲載、『CRASH!』3巻収録）
- ぴよっこ24（『2009年冬休み大増刊号りぼんスペシャル』掲載、『CRASH!』5巻収録）
- Good★Game（『2009年夏の大増刊号りぼんスペシャルダイヤ』掲載、『CRASH!』7巻収録）
- Kis-My-Ft2/エビバディーGOingキスマイWay!（『Myojo』2011年10月号掲載）
- KAT-TUN/CHAIN〜離さないからついてこい〜（『Myojo』2012年11月号掲載）
- NEWS/LOVE（『Myojo』2013年4月号掲載）
- ラララ ハレルヤ!（『りぼん』2014年5月号 - 2015年2月号連載）
- リトルウィッチアカデミア 月夜の王冠（『りぼん』2015年10月号 - 2016年2月号連載）
- Sexy Zone/〜We are Sexy Zone!〜（『りぼん』・『Myojo』・『マーガレット』2012年 - 2017年不定期掲載）
- ××××な彼女（『りぼん』2016年 - 2017年シリーズ掲載）
- DREAM!ing～東雲学園の日常～（原案:コロプラ、『マンガMee』2019年8月 - 9月配信）
- ラブ×ゼロ（『LINEマンガ』[1]2020年4月29日 - 2022年11月23日[2]）
- リミテッドアイドル（『マンガワン』2024年1月3日[3] - ）

### 書籍
- バカップル大戦記
- 茜色ショー・タイム
- スマッシュ1
- ダンシングベイビーかりん（全2巻）
- CRASH!（全16巻）
- ラララ ハレルヤ!（全2巻）
- リトルウィッチアカデミア 月夜の王冠　原案:吉成曜
- Sexy Zone〜We are Sexy Zone!〜　協力:ジャニーズ事務所
- ××××な彼女
- ラブ×ゼロ（全5巻）
- ラブライブ!サンシャイン!! The School Idol Movie Over the Rainbow Comic Anthology 1年生

### 小説挿絵
- IDOL 僕は美少女アイドル!?─デビュー編（コバルト文庫、著:七海樹里）
- IDOL 僕は美少女アイドル!?─恋愛編（コバルト文庫、著:七海樹里）
- CRASH!（「CRASH!(漫画)」が小説化。1〜4巻。集英社みらい文庫、著:広瀬晶）
- 昨日のアイツ、今日の君。（角川ビーンズ文庫、著:秋吉理帆）
- 運命の彼は、キミですか？（角川ビーンズ文庫、著:秋吉理帆）

### キャラクターデザイン
- テレビアニメ「キラキラハッピー★ ひらけ!ここたま」キャラクターデザイン原案
- 参考書「スキマに３分５教科シャッフル まめおぼえ」小４・小５・小６(KADOKAWA)キャラクターデザイン・漫画・イラスト
- 松坂屋名古屋店（大丸松坂屋百貨店）の公式アンバサダー「松坂家の三兄弟」キャラクターデザイン・イラスト

### その他
- 「CRASH ON YOU」

作詞 - 藤原ゆか・中山真斗 / 作曲 - 上松範康(Elements Garden) / 編曲 - 中山真斗 / 歌 - CRASH
集英社VOMIC用に制作された「CRASH!」のイメージソング。
- 「ジャニーズWEST 1st DOME TOUR 2022 TO BE KANSAI COLOR -翔べ関西から-」グッズイラスト
- 「ジャニーズWEST LIVE TOUR 2023 POWER」グッズイラスト
- 「WEST.  DOME TOUR AWARD ~10th Anniversary~」グッズイラスト